# エリス・ゲンジ
エリス・ゲンジ（Ellis Genge、1995年2月16日 - ）は、プレミアシップブリストル・ベアーズに所属するラグビーユニオン選手。

## プロフィール
- イングランド・ブリストル出身。
- ポジションはプロップ(PR)。
- 身長 186cm、体重 116kg
- U20イングランド代表に選ばれたことがある[1]。
- イングランド代表キャップは41（2022年11月現在）でラグビーワールドカップ2019・ラグビーワールドカップ2023のイングランド代表に選ばれた[2][3]。

## 略歴
ブリストルを経て、2016年、レスター・タイガースに加入。 
2021年、レスター・タイガースの主将に就任。 
2022年、ブリストル・ベアーズに復帰。 

## 受賞歴
- ワールドラグビー男子15人制ドリームチーム:2022年[7]